# Tintamarre
Pour les articles homonymes, voir Tintamarre (homonymie).
Le Tintamarre ou Grand Tintamarre est une tradition acadienne de marcher à travers sa communauté en faisant du bruit, souvent pour la célébration de la Fête nationale de l'Acadie. Le terme provient du mot d'origine française qui signifie « sons discordants ». La pratique est destinée à démontrer la vitalité et la solidarité de la société acadienne, et pour rappeler aux autres la présence des Acadiens. Selon Melvin Gallant, « le niveau d'identité d'une région pourrait se mesurer à l'ampleur de son vacarme ».

## Histoire

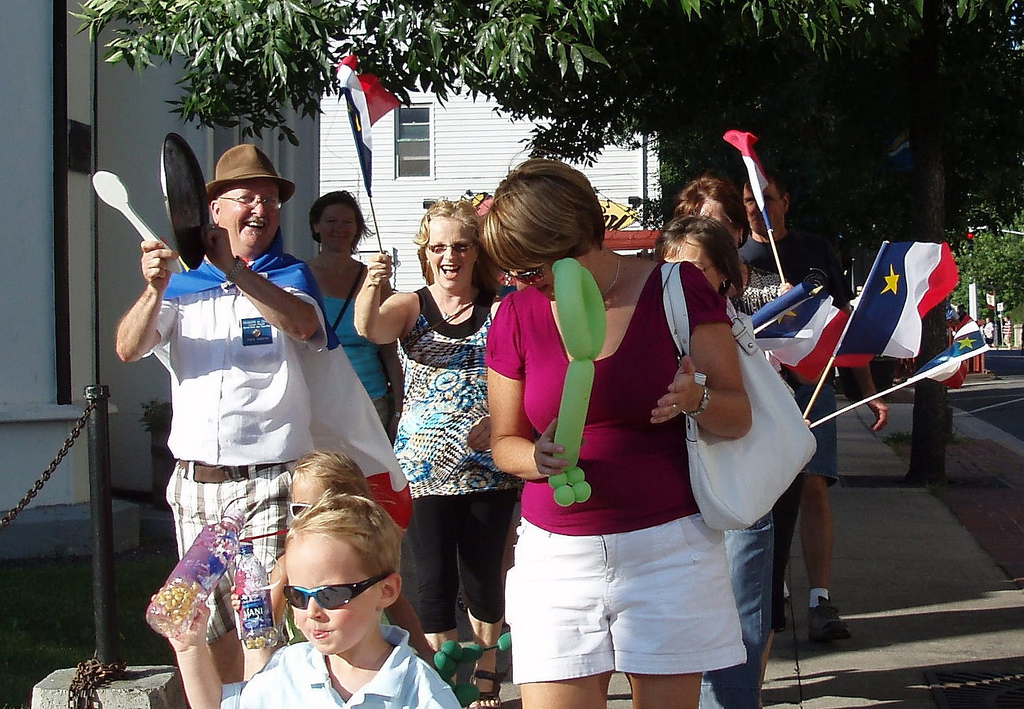
Le Tintamarre à Fredericton en 2010.

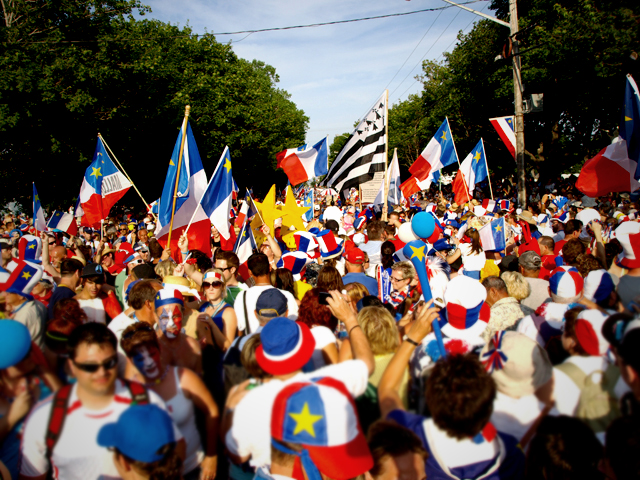
Le Tintamarre à Caraquet en 2009.

Le premier tintamarre a lieu le 10 août 1955 à Moncton, au Nouveau-Brunswick, à l'instigation de l'archevêque Norbert Robichaud à l'occasion du 200e anniversaire de la Déportation des Acadiens. L'archevêque invite tous les Acadiens à organiser un tintamarre mais il semble qu'il y en ait seulement un à Moncton ; l'organisation et la distribution d'objets bruyants ont certainement contribué à la popularité de l'événement. D'ailleurs, 5 000 personnes y participent et le tintamarre est couvert en direct par une émission de la Première Chaîne de Radio-Canada animée par René Lévesque. Il déclare: « Ici à Moncton et dans toute l'Acadie, c'est l'heure du tintamarre. Ça... c’est le joyeux tintamarre qui résonne... partout où il y a un descendant des déportés de 1755... Il y a également la musique militaire, la fanfare de l'Assomption de Moncton qui fait des flonflons avec ses cuivres. Il y a des petits enfants qui crient... Écoutez encore, c'est la vie de l'Acadie française en 1955, deux siècles après la mort qu'on prévoyait. »
Le premier tintamarre de 1955 est manifestement de nature religieuse car il est organisé par l'archidiocèse de Moncton, il est précédé d'une messe et commence devant la cathédrale Notre-Dame-de-l'Assomption. Le deuxième tintamarre, en 1979, est organisé par la Société des Acadiens et Acadiennes du Nouveau-Brunswick. En effet, l'Acadie s'est sécularisée durant cette période de 24 ans.
Un deuxième tintamarre a lieu le 15 août 1979, à l'occasion du 375e anniversaire de l'Acadie. Le plus grand est organisé à Caraquet mais d'autres localités en tiennent aussi.
Dès ce deuxième tintamarre, le lien avec le charivari est dénoté. Cette tradition de sortir dans les rues pour faire du bruit était alors très populaires en Acadie mais elle était généralement improvisée et n'avait généralement pas lieu durant les fêtes d'été. Ces fêtes donnaient plutôt lieu à des défilés.
Le Tintamarre est rapidement considéré comme une tradition et il est en fait l'une des principales manifestations de la fierté acadienne, du moins au Nouveau-Brunswick. Selon Ronald Labelle, c'est un exemple de l'appropriation d'un événement et son intégration aux rituels d'appartenance par une population.
Le Tintamarre n'a pas seulement lieu en Acadie, et son nom est souvent synonyme de l'Acadie à l'étranger. Par exemple, le festival acadien de Saint-Liguori, au Québec, se nomme la fête du Tintamarre. En 2005, le gouvernement du Nouveau-Brunswick organise une vaste campagne de promotion touristique à Montréal sur le thème du Grand Tintamarre. Un Tintamarre acadien est organisé tous les ans à Saint-Aubin-sur-Mer, dans le Calvados, en France, afin de commémorer le débarquement de soldats acadiens durant la Seconde Guerre mondiale.
En 2014, le Congrès mondial acadien s'est tenu le long de la frontière canado-américaine et un Tintamarre a été organisé à cette occasion dans la ville de Madawaska, comté d'Aroostook dans le Maine (États-Unis).
En 2016, le Premier ministre canadien, Justin Trudeau, est venu célébrer la fête nationale acadienne, à Caraquet, lors du Festival acadien de Caraquet, au cours de laquelle, il est monté sur la tribune dressée à cette occasion, pour prononcer un discours de solidarité avec le peuple acadien et la Francophonie en cette fête nationale acadienne.